# Ramanujansche tau-Funktion

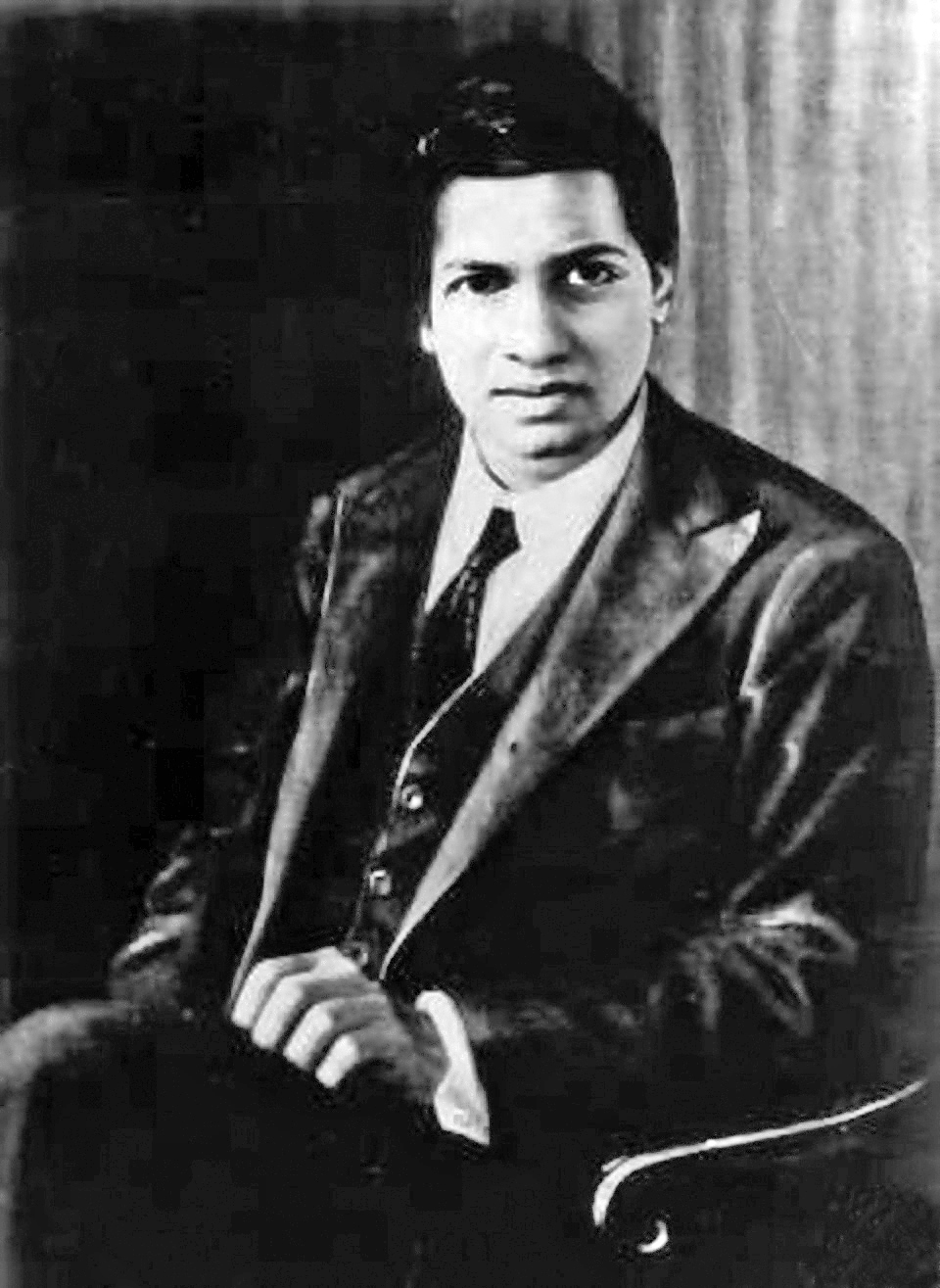
Srinivasa Ramanujan

Die Ramanujansche tau-Funktion oder Ramanujansche {\displaystyle \tau }-Funktion ist die Bezeichnung für eine bestimmte mathematische Folge ganzer Zahlen. Das {\displaystyle n}-te Folgeglied wird allgemein als {\displaystyle \tau (n)} bezeichnet. Die Folge beginnt mit
{\displaystyle \tau (1)=1,\,\,\,\tau (2)=-24,\,\,\,\tau (3)=252,\,\,\,\tau (4)=-1472,\,\,\,\tau (5)=4830,\,\,\,\tau (6)=-6048,\,\,\,\tau (7)=-16744,\,\,\,\ldots }
und setzt sich bis ins Unendliche fort. Benannt ist sie nach dem indischen Mathematiker Srinivasa Ramanujan, der bei seinen Überlegungen zur Zahlentheorie auf sie stieß und einige bedeutende Vermutungen über ihr Verhalten formulierte. Sie gehört zu den bedeutendsten und am intensivsten untersuchten Zahlenfolgen der Neuzeit.

## Definition
Definiert werden kann die tau-Funktion als Koeffizienten des folgenden unendlichen Produktes: 
{\displaystyle q\,\,\prod _{n=1}^{\infty }(1-q^{n})^{24}=q\,\,(1-q)^{24}\,\,(1-q^{2})^{24}\,\,(1-q^{3})^{24}\,\,(1-q^{4})^{24}\,\,(1-q^{5})^{24}\cdots =q-24q^{2}+252q^{3}-1472q^{4}+4830q^{5}-6048q^{6}-16744q^{7}+\cdots .}
Um dieses Bildungsgesetz, also die Art und Weise, wie zum Beispiel aus der Eingabe {\displaystyle 7} der Wert {\displaystyle \tau (7)=-16744} entsteht, zu erfassen, sind also lediglich Kenntnisse der vier Grundrechenarten und des Distributivgesetzes („Ausmultiplizieren von Klammern“) erforderlich. Dennoch gilt die tau-Funktion trotz eines stark entwickelten mathematischen Untersuchungsapparates bis heute in einigen Bereichen als noch nicht verstanden, da ihr Berechnungsschema nur sehr wenig Auskunft über die allgemeine Natur ihrer Werte preisgibt, besonders dann, wenn die Eingabewerte {\displaystyle n} sehr groß gewählt werden. In etwa ist unbekannt, ob es eine natürliche Zahl {\displaystyle n} gibt, sodass {\displaystyle \tau (n)=0} gilt. 
Bereits Ramanujan vermutete, dass die tau-Funktion eine multiplikative Funktion ist, also für teilerfremde {\displaystyle m} und {\displaystyle n} das Gesetz {\displaystyle \tau (mn)=\tau (m)\tau (n)} erfüllt. Zum Beispiel gilt 
{\displaystyle \tau (6)=-6048=-24\cdot 252=\tau (2)\tau (3).}
Diese, besonders für die Zahlentheorie, bedeutende Eigenschaft, liegt bezüglich der Definition als Koeffizienten von {\displaystyle \textstyle q\,\,\prod _{n=1}^{\infty }(1-q^{n})^{24}} keinesfalls auf der Hand. Dass sich die allgemeine Multiplikativität tatsächlich aus einer strengen „Hintergrundstruktur“ ergibt, konnte bereits 1917 durch Louis Mordell bewiesen werden. Eine weitere Vermutung Ramanujans bezog sich auf das Wachstumsverhalten von {\displaystyle \tau (n)}. Ramanujan behauptete, dass stets die Ungleichung {\displaystyle |\tau (n)|\leq d(n)n^{\frac {11}{2}}} erfüllt sei, wobei {\displaystyle d(n)} die Anzahl der Teiler von {\displaystyle n} bezeichnet. Diese Ramanujan-Vermutung widersetzte sich über lange Zeit hartnäckig allen Beweisversuchen und konnte erst 1974 von Pierre Deligne im Rahmen seines Beweises der Weil-Vermutungen erbracht werden. Delignes extrem anspruchsvoller Beweis nutzte dabei jüngst entwickelte Techniken aus der Grothendieck-Schule der algebraischen Geometrie und zählt zu den großen mathematischen Fortschritten des 20. Jahrhunderts.

## Grundlagen

### Definition und Berechnungsformel
Definiert wird die Ramanujansche tau-Funktion als Koeffizienten der Produkt-Entwicklung
{\displaystyle \sum _{n=1}^{\infty }\tau (n)q^{n}:=q\,\prod _{n=1}^{\infty }(1-q^{n})^{24}.}
Daraus ergibt sich direkt eine Möglichkeit zur Berechnung expliziter Werte. Es sind hierfür lediglich Kenntnisse über die vier Grundrechenarten und das Ausmultiplizieren von Termen in Klammern erforderlich. Betrachtet wird also das formale, nicht endende, Produkt 
{\displaystyle q\,\,(1-q)^{24}\,\,(1-q^{2})^{24}\,\,(1-q^{3})^{24}\,\,(1-q^{4})^{24}\,\,(1-q^{5})^{24}\cdots ,}
so ergibt sich der Wert {\displaystyle \tau (n)} als Zahl vor der Potenz {\displaystyle q^{n}}, wenn man den ganzen Ausdruck ausmultipliziert. Man spricht dann auch davon, dass die Werte {\displaystyle \tau (n)} die Koeffizienten des oberen formalen Produktes bilden. Es ist für die Berechnung etwa des Wertes {\displaystyle \tau (4)} zweckmäßig, das Produkt ab dem Faktor {\displaystyle (1-q^{5})^{24}} abzubrechen, da der allgemeine Faktor {\displaystyle (1-q^{n})^{24}} nur noch Potenzen mit Exponenten mindestens {\displaystyle q^{n}} verändern kann. Ähnliches gilt auch für die Zwischenterme, so sind in 
{\displaystyle (1-q)^{24}=1-24q+276q^{2}-2024q^{3}+10626q^{4}-42504q^{5}+134596q^{6}-346104q^{7}+735471q^{8}-1307504q^{9}+1961256q^{10}-2496144q^{11}+2704156q^{12}-2496144q^{13}}
{\displaystyle \qquad \qquad \quad \,\,+1961256q^{14}-1307504q^{15}+735471q^{16}-346104q^{17}+134596q^{18}-42504q^{19}+10626q^{20}-2024q^{21}+276q^{22}-24q^{23}+q^{24}}
nur die Terme bis {\displaystyle q^{4}} wichtig, da ab {\displaystyle q^{5}} nur noch höhere Exponenten als {\displaystyle 4} betroffen sind. Eine direkte Berechnungsmöglichkeit dieser Potenz ergibt sich aus dem Binomischen Lehrsatz, wobei die Koeffizienten im Wesentlichen den Binomialkoeffizienten {\displaystyle \textstyle {\binom {24}{k}}_{k=0,...,24}} entsprechen. Multipliziert man nach diesem Schema nun 
{\displaystyle q\,\,(1-24q+276q^{2}-2024q^{3}+10626q^{4})\,\,(1-24q^{2}+276q^{4})\,\,(1-24q^{3})\,\,(1-24q^{4})=q-24q^{2}+252q^{3}-1472q^{4}+\cdots }
aus, lassen sich die ersten vier Werte von {\displaystyle \tau } ablesen. Allgemein erhält man damit 
{\displaystyle q\,\,\prod _{n=1}^{\infty }(1-q^{n})^{24}=q-24q^{2}+252q^{3}-1472q^{4}+4830q^{5}-6048q^{6}-16744q^{7}+84480q^{8}-113643q^{9}-115920q^{10}+\cdots .}

### Wertetabelle
Die ersten Werte sind:
| {\displaystyle n}        | 1 | 2   | 3   | 4     | 5    | 6     | 7      | 8     | 9       | 10      | 11     | 12      | 13      | 14     | 15      | 16     | 17       | 18      | 19       | 20       | 21       | 22        |
| {\displaystyle \tau (n)} | 1 | −24 | 252 | −1472 | 4830 | −6048 | −16744 | 84480 | −113643 | −115920 | 534612 | −370944 | −577738 | 401856 | 1217160 | 987136 | -6905934 | 2727432 | 10661420 | -7109760 | -4219488 | -12830688 |

## Eigenschaften

### Multiplikativität
Die Ramanujansche tau-Funktion ist multiplikativ. Das bedeutet, dass für teilerfremde {\displaystyle m} und {\displaystyle n} stets 
{\displaystyle \tau (mn)=\tau (m)\tau (n)}
gilt. Dies wurde 1916 von Srinivasa Ramanujan vermutet und 1917 von Louis Mordell bewiesen. Ebenfalls von Ramanujan vermutet – und von Mordell bewiesen – wurde die für alle Primzahlen {\displaystyle p} und natürlichen {\displaystyle m\geq 2} gültige Formel
{\displaystyle \tau (p^{m})=\tau (p)\tau (p^{m-1})-p^{11}\tau (p^{m-2}).}
In seinem Beweis machte Mordell von der Theorie der Modulfunktionen Gebrauch.
Es liegt allgemein durch das Bildungsgesetz der Funktion in keiner Weise auf der Hand, dass die tau-Funktion diese Eigenschaft haben sollte. So führt etwa die Abänderung der Exponenten {\displaystyle 24} in den Faktoren {\displaystyle (1-q^{n})^{24}} zu etwa {\displaystyle 23} oder {\displaystyle 25} nicht zu dem gleichen Effekt.

### Wachstum
Bereits Ramanujan beschäftigte sich mit dem Wachstum der tau-Funktion. Er konnte 
{\displaystyle \tau (n)=O(n^{7})}
beweisen.

### Werte
Im Jahr 1987 konnten die Brüder V. Kumar Murty und M. Ram Murty zusammen mit T. N. Shorey zeigen, dass es für eine effektive und berechenbare Konstante {\displaystyle c>0} gibt, so dass für alle {\displaystyle n}, so dass {\displaystyle \tau (n)} ungerade ist, die Ungleichung 
{\displaystyle |\tau (n)|\geq (\log(n))^{c}}
erfüllt ist.

## Bedeutung
Ihre große Bedeutung erhält die Ramanujansche tau-Funktion dadurch, dass sie zu einem aus Sicht der Mathematik „einzigartigen Objekt“ korrespondiert. Es handelt sich dabei wieder um eine Funktion, die jedoch diesmal keine Zahlenfolge ist, sondern für alle komplexen Zahlen {\displaystyle z=x+iy} mit reellen {\displaystyle x,y} und {\displaystyle y>0} definiert ist. Diese Funktion trägt den Namen Diskriminante und wird verkürzend mit {\displaystyle \Delta (z)} bezeichnet. In ihrem Definitionsbereich, der oberen Halbebene, ist die Diskriminante 1-periodisch, genügt also dem Gesetz {\displaystyle \Delta (z+1)=\Delta (z)}, und ist komplex differenzierbar, also holomorph. Als solche kann sie in eine Fourier-Reihe entwickelt werden, ist also gewissermaßen bloß aus Werten von Sinus und Kosinus bzw. der komplexen Exponentialfunktion zusammengesetzt. Die tau-Funktion definiert die Diskriminante als deren Fourier-Koeffizienten:
{\displaystyle \Delta (z)=\sum _{n=1}^{\infty }\tau (n)e^{2\pi inz}.}
In ihrem Definitionsbereich, der oberen Halbebene, ist die Diskriminante 1-periodisch, genügt also dem Gesetz {\displaystyle \Delta (z+1)=\Delta (z)}, und komplex differenzierbar, also holomorph. Neben ihrer Periodizität erfüllt die Diskriminante die Transformationsformel 
{\displaystyle \Delta \left(-{\frac {1}{z}}\right)=z^{12}\Delta (z).}
Zusammen mit der Eigenschaft {\displaystyle \lim _{y\to \infty }|\Delta (iy)|=0} ist die Diskriminante damit im Wesentlichen eindeutig bestimmt und jede weitere Funktion {\displaystyle f} auf der oberen Halbebene, die sie mit ihr teilt, erfüllt {\displaystyle f=c\cdot \Delta } mit einer Konstanten {\displaystyle c}.